# Famille Klobusiczky
Klobusiczky de Klobusicz et Zethény (en hongrois : klobusiczi és zethényi Klobusiczky) est  une ancienne famille de la noblesse hongroise.

## Origines
La famille Klobusiczky est originaire du comitat de Trencsén, en Haute-Hongrie, où elle remonte au XVe siècle (1421). Elle repasse au catholicisme au XVIIe siècle avec Ferenc Klobusiczky (hu), főispán de Arad et sénateur kuruc, gratifié du titre de baron en 1692 par l'empereur Léopold Ier.

## Membres notables
- baron Ferenc Klobusiczky (hu) (1707-1760), prélat catholique, évêque de Transylvanie (1741-1748), de Zagreb (1748-1751) puis archevêque de Kalocsa.
- baron  István Klobusiczky (1687-1717), conseiller du roi. Père du suivant.
- baron Antal Klobusiczky (1708-1756), 1er comte Klobusiczky (1753), főispán de Zemplén. Père du suivant.
- comte Antal Klobusiczky (1738-1793), főispán de Zemplén à la suite de son père.
- József Klobusiczky (hu) (1756-1826), chambellan impérial et royal, véritable conseiller secret, gouverneur (kormányzó) de Fiume, főispán de Borsod.
- László Klobusiczky (1770°), juge des nobles en chef d'un comté, père du suivant.
- Péter Klobusiczky (hu) (1752-1843), évêque de Szatmár, archevêque de Kalocsa.

## Alliances
Les principales alliances de la famille Klobusiczky sont : Török, Soós de Sóvár (1684), Csáky de Körösszegh et Adorján (1705), Kapy de Kapivár, Grassalkovich de Gyarak (1731, 1752), Apponyi de Nagy-Appony (1943), Murat (1967).

## Galerie

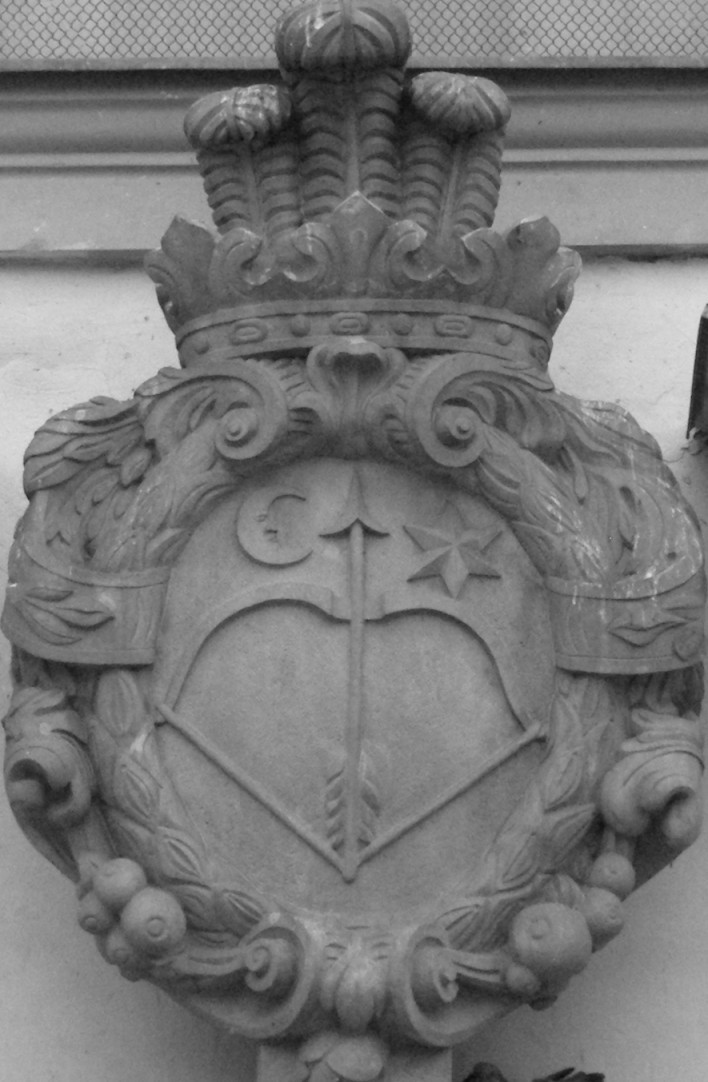
Armes primitives
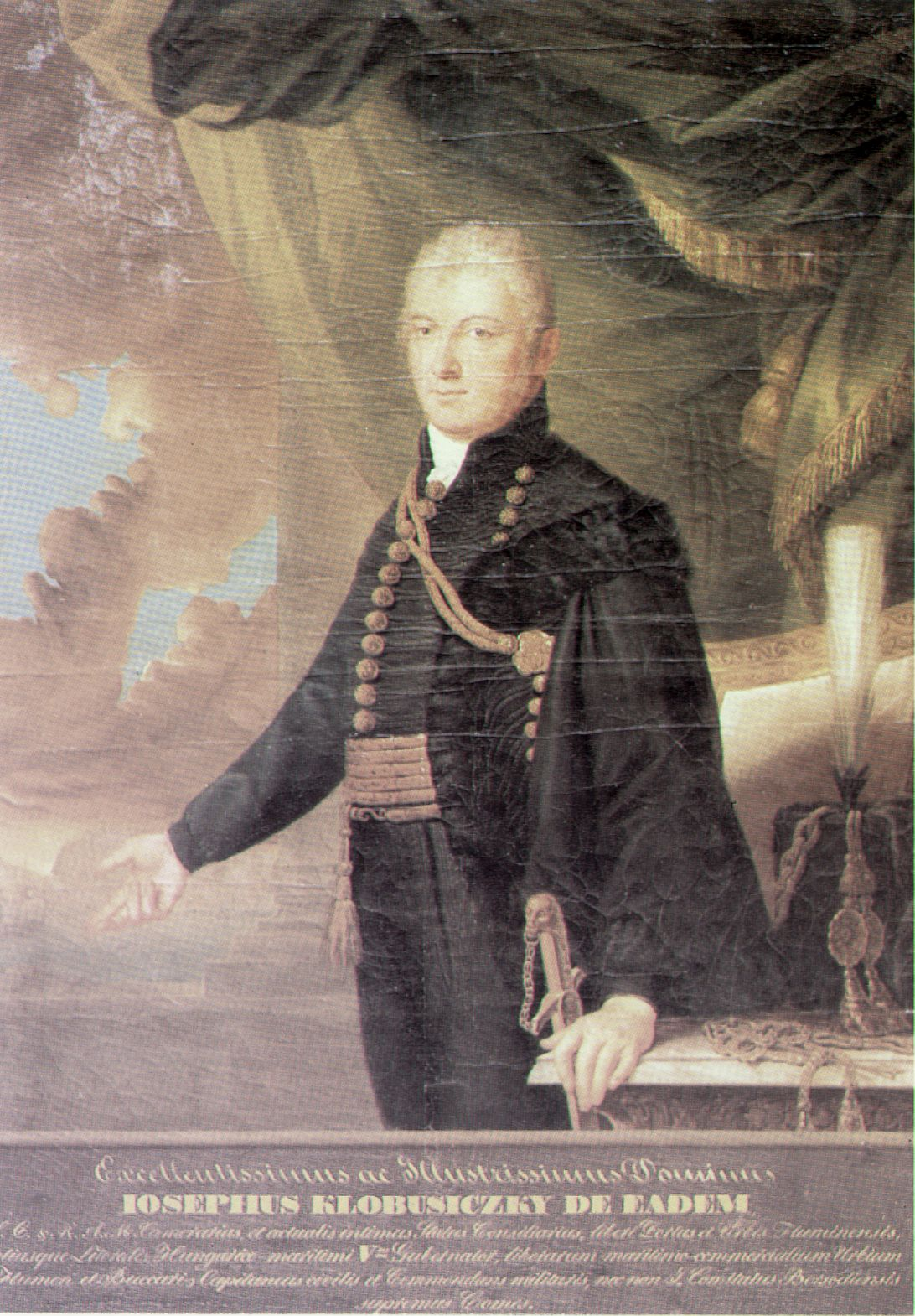
József Klobusiczky (1756-1826)
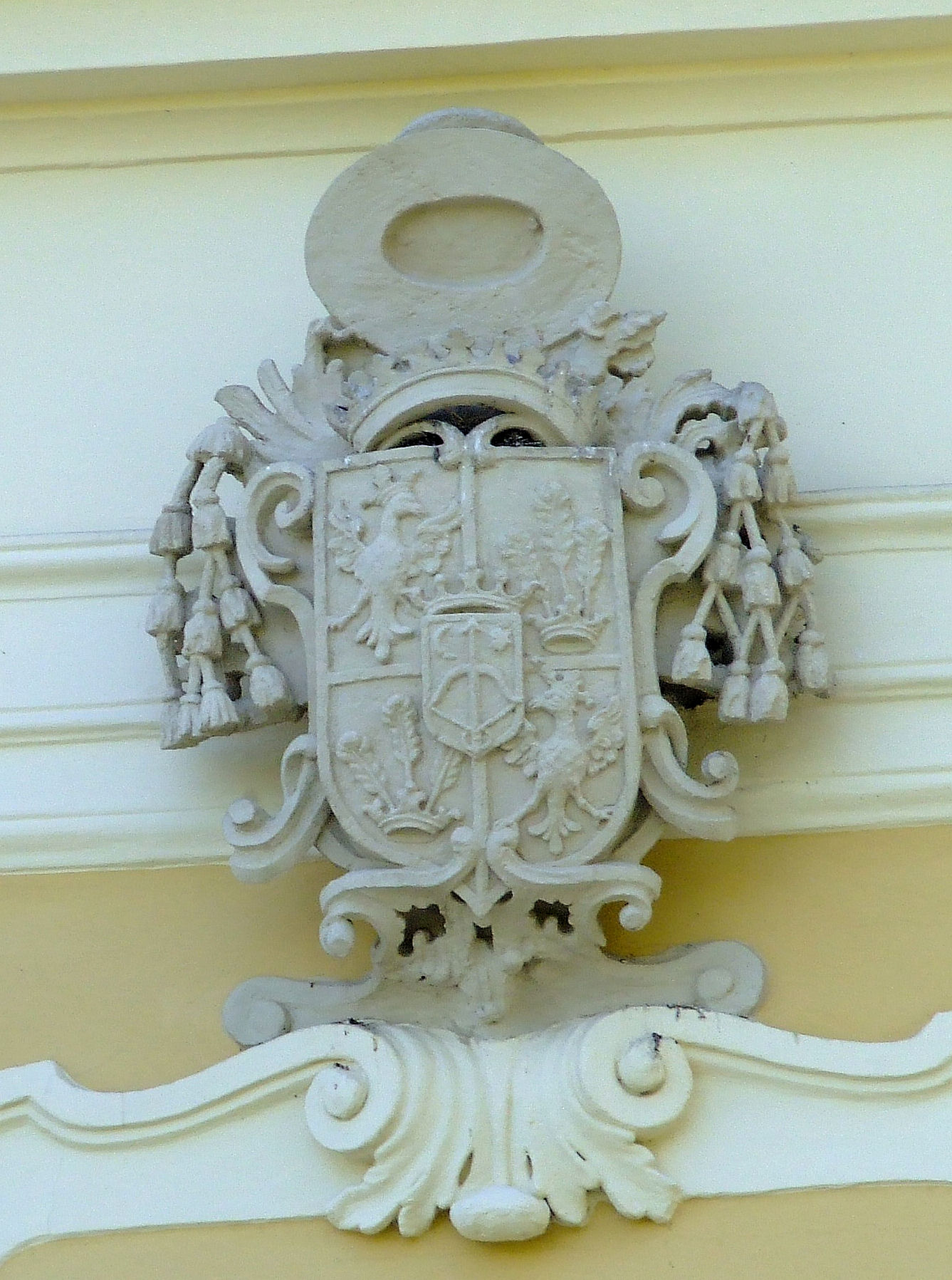
Armoiries de Mgr Ferenc Klobusiczky sur la façade de l'église Saint Imre de Hajós
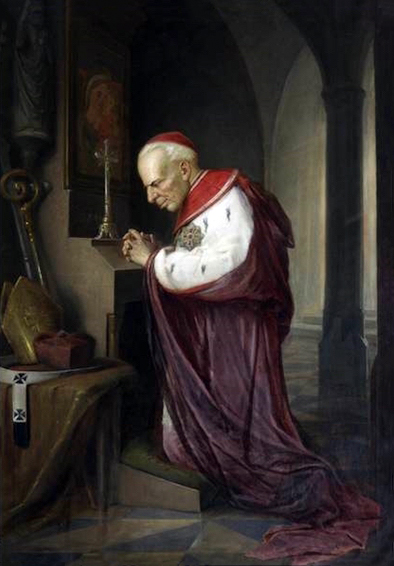
Mgr Péter Klobusiczky

## Sources
- Béla Kempelen: Magyar nemes családok
- Iván Nagy: Magyarország családai (Vol. V-VI), Pest, 1857-1868